# Francesco Melanzio

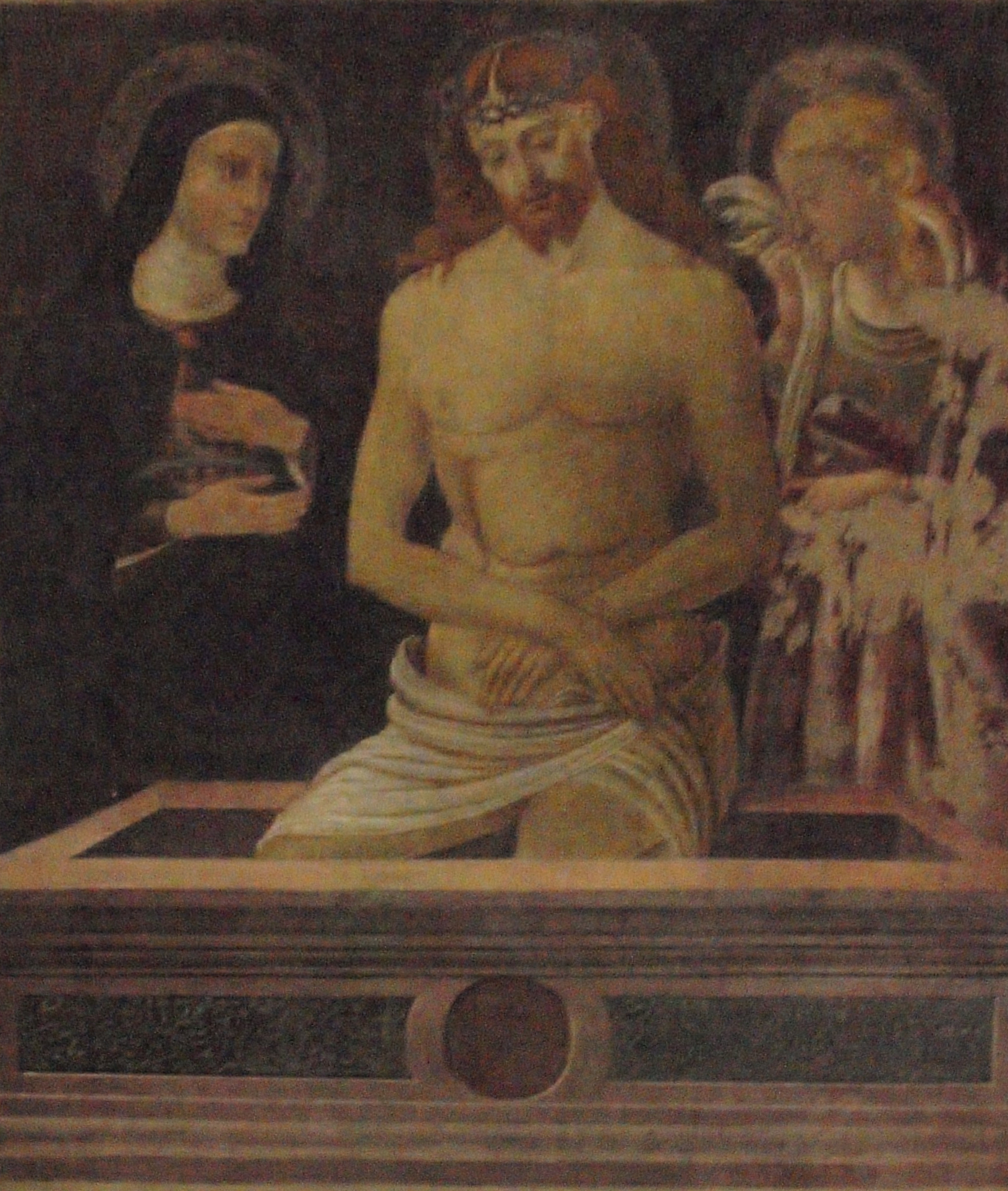
Pietà (1509), église Santa Illuminta, Montefalco

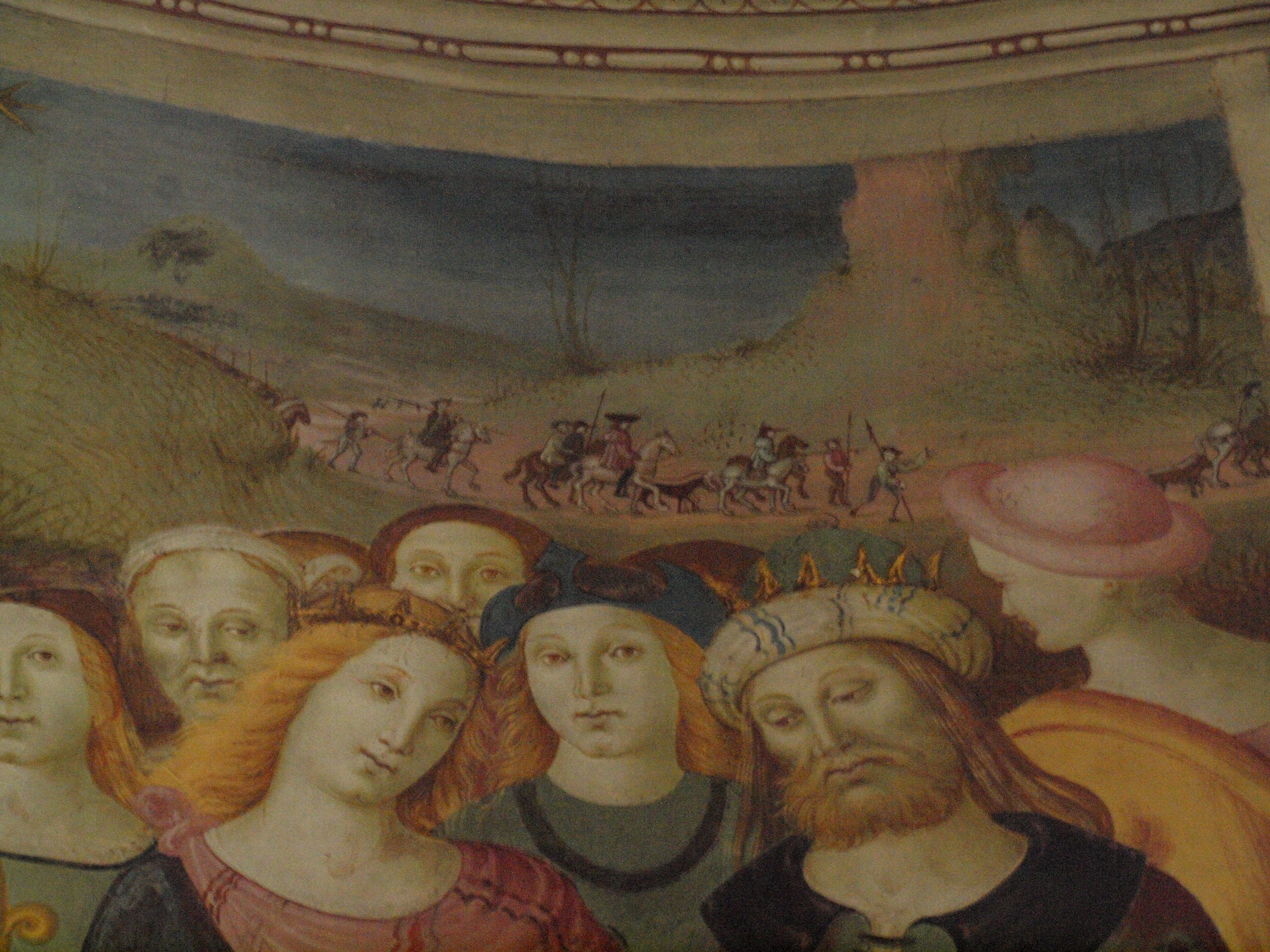
Adoration des Rois Mages (Détail), église Santa Illuminta, Montefalco

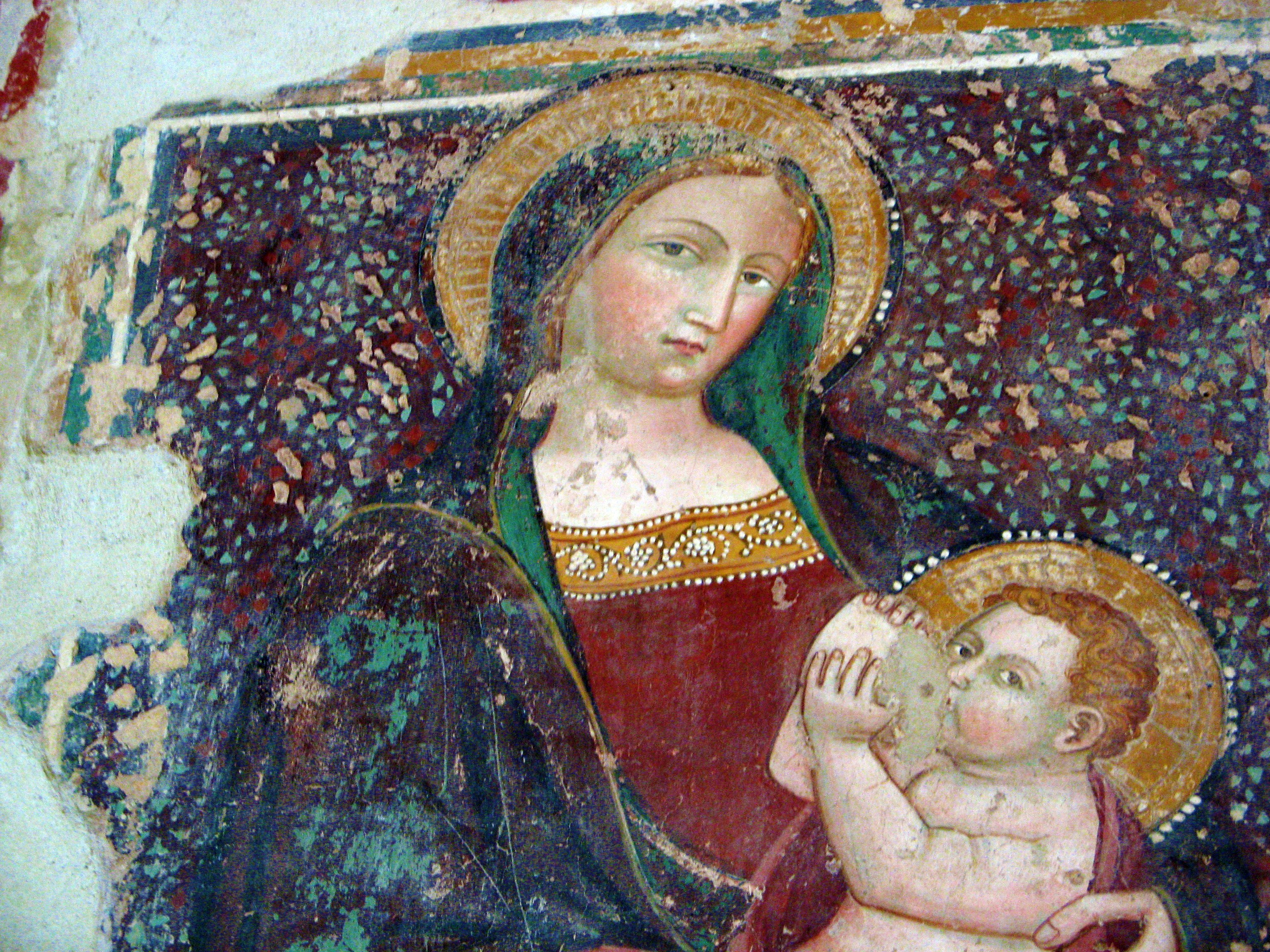
Vierge à l'Enfant, fresque, église San Agostino, Montefalco

Francesco Melanzio  (Montefalco, v. 1465 - v. 1526) est un peintre de l'école ombrienne qui fut actif à la fin du XVe siècle et début du XVIe siècle surtout dans sa ville natale.

## Biographie
Francesco, fils de Andrea Miluzzi (Miliutii, di Miluccio) est né à Montefalco probablement vers l'an 1465.
On ne dispose que de peu de documents sur la vie de Francesco Melanzio mais les œuvres qui lui sont attribuées signées « Melanzio » attestent d'une activité centrée surtout à Montefalco et quelques villes limitrophes.
Ses premières œuvres connues semblent influencées par le style de Niccolò Alunno, le principal artiste de l'école de Foligno de la seconde moitié du XVe siècle témoignant d'une rudesse des formes et des expressions se référent à la peinture de Carlo Crivelli.
La culture artistique pérugine du dernier quart du XVe siècle a aussi influencé Melanzio qui a assimilé la façon de faire du Pérugin et surtout du Pinturicchio ce qui laisse penser à sa présence à côté de ce dernier dans les chantiers romains de Santa Maria del Popolo et dans l'appartement Borgia au Vatican.
Les périodes probables de la collaboration avec Pinturicchio à Rome sont 1489 - 1497 et 1500 - 1508, correspondant à l'absence artistique de l'artiste de Montefalco.
Les critiques d'art ont aussi mis en évidence des influences de Sono Bartolomeo Caporali, Giovanni di Pietro et Antoniazzo Romano, ainsi que des contacts avec la peinture du jeune Raphaël.
La première œuvre de Melanzio, une Vierge à l'Enfant et saints, date de 1487 et est actuellement conservée au Musée San Francesco de Montefalco ; l'année suivante, il réalise le polyptyque avec La Vierge et l'Enfant et les saints Sébastien, Fortunat, Sévère et Claire de Montefalco pour l'église Santa Maria in Turrita, dans lesquelles apparaissent les influences de sa formation.
La Madonna del Soccorso réalisée pour la cofraternité de San Nicola da Tolentino qui avait son siège en l'église San Agostino à Montefalco, probablement datée du dernier quart du XVe siècle comme les trois édicules à fresque dans le bourg Castello di Fabbri à proximité de Montefalco. Il s'agit de La Vierge sur un trône et l'Enfant de casa  Nocchi ; La Vierge et l'Enfant du casale Valenti et de la fresque de la chapelle Servili du cimetière (Beretta Festi).
En 1498, Melanzio réalise un étendard pour l'église  San Leonardo à Montefalco, signé et daté, La Vierge et l'Enfant et les saints Antoine de Padoue, Bernardin de Sienne, François d'Assise, Fortunat, Ludovic de Toulouse et Sévère.
Cette peinture montre une prise de distance du style de l'Alunno par l'acquisition du langage artistique du Pinturicchio, surtout évident dans les figures et l'implantation du paysage en arrière-plan.
Entre la fin du XVe et le début du XVIe siècle, Melanzio réalise les fresques de L'Annonciation, une madone entre une mandorle de chérubins et saint François d'Assise pour le couvent San Fortunato à Montefalco. Ces fresques ont été décollés et sont actuellement conservées au musée san Francesco ; ainsi que La Vierge adorant l'Enfant et les saints Claire et François (collezione Nevin, Rome).
Les fresques La Vierge trônant et l'Enfant et La Nativité de l'église San Giovanni Battista à Foligno datent de la même époque.
À partir de l'an 1500, Melanzio travaille à la décoration de l'église Santa Illuminata à Montefalco. À ce chantier, il devait être le maître d'œuvre.
En 1500, il réalise la lunette extérieure avec La Madone de la Miséricorde et les saints Claire de Montefalco et la bienheureuse Jeanne ; en 1509, Le Christ dans le sépulcre du catin absidial ; en 1515, la décoration de la troisième chapelle à droite, datée et signée : La Vierge trônant et l'Enfant et les saints Sébastien, Laurent, Jérôme, et Antoine abbé et La Résurrection.
La paternité des fresques de la première et seconde chapelle à gauche est contestée : Saint Martin, La fuite en Égypte, Nativité, Adoration des Mages, Saint Nicolas de Toulouse.
Sa dernière présence dans l'église est documentée en 1517, quand il lui a été confié la décoration de la chapelle Cuppis, qui probablement n'a jamais été réalisée.
En 1506 Melanzio peint La Vierge entre l'Archange Raphaël et saint Ludovic ; sur les côtés, Saint Roch et Saint Sébastien pour l'église  San Francesco (Montefalco) .
En 1510, les fresques de l'église  Santo Stefano à Picciche : Crucifixion entre les saints Antoine abbé et Sébastien (paroi de gauche) ; La Vierge trônant avec l'Enfant bénissant, les saints et Le Père Eternel bénissant (abside); L'Annonciation, (arc) et La Vierge et l'Enfant trônant entre deux Anges (Montefalco, Musée San Francesco), fresque provenant d'une édicule de Camiano.
L'analyse de cette œuvre ainsi que celle de La Vierge et l'Enfant de Picciche a permis d'attribuer à Melanzio La Vierge à l'Enfant entre deux Anges et saints de l'église de la Madonna à Vecciano.
Dans les trois peintures composées sous un schéma identique, le groupe de La Vierge et l'Enfant ressemble à celui de la National Gallery de Washington attribué à Pinturicchio ; pour la fresque de Vecciano, il faut noter l’empreinte du Pérugin, évidente surtout dans la représentation des deux anges musiciens.
En 1511, Melanzio peint La Vierge et l'Enfant trônant et deux anges entre les saints Joaquin et Anne conservée à la Pinacothèque vaticane. L'année suivante, La Vierge couronnée par deux saints de Colle del Marchese.
En 1514, Melanzio décore à fresque l'église Santa Maria in Turrita : Pietà, Saint Antoine Abbé trônant entre les saints François et Antoine de Pavie et Saint Roch.
La même année, il travaille au palais apostolique de Foligno ; l’année suivante, il reçoit commande pour la décoration perdue de la chapelle de l'église San Agostino à Montefalco, de laquelle il ne reste plus qu'un fragment avec le visage de la Vierge.
En 1515, il réalise pour l'église San Leonardo une toile représentant La Vierge trônant entre les saints Jérôme, Antoine de Padoue, Elisabeth, Jean-Baptiste, Léonard, François, Ludovic de Toulouse, Claire, Jean Apôtre, Stéphane.
Dans l'œuvre apparaissent des caractères du Pérugin, comme la douceur des visages et du Pinturicchio, surtout dans la scène monochrome La Présentation de Jésus au temple, représentée sur la base du trône.
Dans l'église Santa Maria di Piazza, il réalise en 1517 les fresques La Vierge et l'Enfant trônant, Saint Jérôme dans le désert (perdu), Saint Grégoire célébrant la Messe, Saint Fortunat et  Saint Sévère, Le Père Eternel dans un mandorle fortement influencées par la peinture du Pinturicchio dont sont visibles des traits simplifiés mais précis.
Parmi les dernières œuvres de l'artiste figurent les fresques monochromes datables de 1518 du cloître du monastère Santa Anna à Foligno .
Certaines attributions restent encore douteuses : Le Couronnement de la Vierge et deux Anges, Saint Antoine de Padoue et le bienheureux Bernardin de Feltre (Montefalco, Musée San Francesco) ainsi que le retable Le Christ crucifié entre la Vierge, saint Jean Evangéliste et Madeleine datables des premières années du XVIe siècle .
La date de la mort de Francesco Melanzio n'est pas connue ; les dernières nouvelles documentées le concernant étant un devis de 1526.

## Œuvres
Musée San Francesco, Montefalco
- La Vierge et l'Enfant avec des saints (1487), retable [12]
- La Vierge et l'Enfant avec des saints (1488), retable [13].
- La Vierge et l'Enfant avec des saints (1498), retable [14];.
- Fresques détachées (1500 environ) [15]: 
  - Une figure de saint François ;
  - La Vierge et l'Enfant sur un trône ;
  - Annonciation (tondo) ;
- Madonna del Soccorso (1504) [16].
- La Vierge et l'Enfant avec des anges musicaux (1510), fresque [17].

Fresques de l'église Santa Illuminata
- Fresques (1507) situées dans la seconde chapelle à droite, datées par une inscription : 
  - L'Assomption de la Vierge, Les saints Agathe et Augustin (gauche) ;
  - Les saints  Grégoire et Lucie (droite) ; 
  - Le Couronnement de la Vierge et les quatre évangélistes, (dans le dôme) ;
- Fresques (1507 environ) dans la seconde chapelle à gauche : 
  - La Nativité, Saint Martin et la Fuite en Égypte (gauche) ;
  - L'Épiphanie et Saint-Nicolas de Tolentino (droite) ;
  - Le Saint-Esprit avec les anges (dans le dôme) ;
- Fresque (1509) : 
  - Pietà avec la Vierge et sainte Marie-Madeleine , à droite du presbytère, datée par une inscription ;
- Fresques (1515) dans la troisième chapelle à droite, signés et datés par l'inscription : 
  - La Vierge et l'Enfant sur un trône, Les saints Sébastien et Laurence (gauche) ;
  - Les saints Jérôme et Antoine Abbé (droite) ;
  - La Résurrection (dans le dôme) .

Travaux dans les autres Églises à Montefalco
- Fresques de l'église San Fortunato (1495)[18].
- Fresques de l'église Sant'Agostino (début du XVIe siècle)[19].
  - Fragments de fresques dans la Cappella della Beata Chiarella : Le Visage de la Vierge, La Vierge et l'Enfant ;

Fresques de l'église Santa Maria di Turrita (1513).
- La Pietà (haut) ;
- Les saints Antoine Abbé intronisé avec les saints François et Antoine de Padoue, Saint-Roch (droite) ;
- Les saints Côme et Damien (gauche) ;

Église Santa Maria Maddalena
- Saint Nicolas de Tolentino (1515) (Fragment de fresque)[21].

Église San Leonardo.
- Vierge à l'Enfant trônant avec les saints et anges (1515), retable[23].

Église Saint Roch
- Saint-Roch (1516), retable, (perdu) ;

Église  Santa Maria di Piazza
- Fresques de Santa Maria di Piazza (1517)[24].
- La Vierge et l'Enfant sur un trône, avec deux anges ;
- Saint Grégoire célébrant la messe (gauche)[25].
- Saint Jérôme, à l'origine vers la droite, (perdu) ;
- Les saints Fortunat et Sévère (sur les côtés) ;
- Dieu le Père (dans la lunette au-dessus) ;
- Des traces de figures de l' Annonciation à tondo, (traces au-dessus et sur les côtés).

Église Santa Elisabetta di Vecciano
- Vierge  et l'Enfant avec des saints (début du XVIe siècle)[26].
- Les saints Jean-Baptiste et Sébastien (sur les côtés) ;
- Les saints Pierre et François et l'Agneau de Dieu (au-dessus) ;

Église Madonna delle Grazie
- Madonna delle Grazie, fragment de fresque, (maître-autel) (début du XVIe siècle)[27].

Église Sant'Anna (1518) Foligno, fresques
- Les Vertus cardinales (fresque);
- Scènes de Vie de la Vierge (fresque) dont La Vierge au Temple (datée par une inscription) ;
- Scènes de la vie du Christ (fresque) ;

Église San Felice di Giano, Giano dell' Umbria, Massa Martana
- Madonna del Soccorso (peinture) (1494)[29] :

Église Santo Stefano, Picciche, Trevi
- Fresques (1510) datées et signées ;

Église Sant Emiliano, fresques (1510 environ)
- Annonciation, Dieu le Père, Saint Émilien ;
- Madonna della Colonna[31].

Église Santa Maria di Pietrarossa, fresques (1510 environ)
- La Crucifixion avec la Vierge et saint Jean l'Évangéliste, (mur du fond) ;
- La Vierge et l'Enfant sur un trône avec Saint-Sébastien, (mur de droite) ;

Pinacothèque Vaticane, Rome
- L'Assomption de la Vierge avec des saints (1497) représente[33] :

Assomption de la Vierge ; Saint Grégoire célébrant la messe, (gauche) , Saint Jérôme pénitent (droite) ;
- La Vierge et l'Enfant avec des saints (1516), retable[35].

## Sources
- Voir Bibliographie et liens externes.